# أوليمبو
أوليمبو ، هو نادي كرة قدم أرجنتيني وهو نادي أساسي في الأرجنتين وقد تأسس هذا النادي سنة 1910م .

## روابط إضافية
- (بالإسبانية) Aurinegro
- (بالإسبانية) Pasion Aurinegro